# Bandiera galiziana
La bandiera galiziana è un drappo bianco con banda araldica turchese. La versione istituzionale reca al centro anche lo stemma della Galizia, mentre quella civile ne è sprovvista. È la bandiera ufficiale della Galizia dal 1984.
La corretta blasonatura è: d'argento alla banda azzurra.

## Caratteristiche

### Riconoscimento legislativo
La bandiera galiziana è riconosciuta dalla legge della comunità autonoma Ley 29 mayo 1984 (Xunta de Galicia), rubricata in Galicia, Símbolos. La legge disciplina anche proporzioni e colori.
In particolare l'art.6 dello Statuto d'Autonomia galiziano sancisce:
(Art.6, Statuto d'Autonomia galiziano)

### Proporzioni
La bandiera galiziana, sia civile che istituzionale, ha proporzioni generiche di 2:3. In ogni caso la legge galiziana regola anche le proporzioni degli elementi interni.
Esattamente, essendo "a" la larghezza della bandiera, "b" la lunghezza e "c" l'estensione della banda blu, allora a=2; b=3, c=b/6 o 0,5. L'altezza della banda è c/2 or 0,25.
Per l'insegna civile, lo scudo galiziano è inserito in un ipotetico rettangolo lungo orizzontalmente b/5 e verticalmente 6xd/5. Per la corona sullo scudo non ci sono proporzioni ufficiali ma solitamente è circa 10/17 dello scudo intero.

## Storia

La vecchia bandiera de La Coruña, alla quale è stato poi tolto un braccio della croce per non confonderla con la marina russa

La bandiera galiziana deriva interamente dalla bandiera marittima de La Coruña.
Il motivo è piuttosto particolare: durante il XIX secolo molte migliaia di Galiziani emigrarono per le Americhe. La Coruña era il porto principale da cui salpavano le imbarcazioni principali per il Nuovo Continente, pertanto recavano la bandiera navale della città ma, secondo tradizione, molti galiziani ignoravano che quella fosse la bandiera cittadina e l'associarono alla bandiera della Galizia, tanto che spesso quando arrivavano a destinazione sventolavano questo vessillo indicando come fossero galiziani. Anni dopo, curiosamente, la stessa bandiera attraversò l'Oceano verso l'antica terra d'origine, ma questa volta era stata ufficialmente adottata anche come bandiera galiziana.
A sua volta la bandiera marittima de La Coruña (oggi soppressa dato che la città ha soltanto una bandiera comunale) deriva da una Croce di Sant'Andrea azzurra su drappo bianco. L'attuale disegno è dovuto alla rimozione di uno dei bracci della croce, effettuata perché la bandiera era praticamente uguale a quella della Marina Imperiale Russa, generando confusioni.